# Asiola fasciata
Asiola fasciata är en tvåvingeart som beskrevs av Daniels 1977. Asiola fasciata ingår i släktet Asiola och familjen rovflugor. Inga underarter finns listade i Catalogue of Life.